# Saint-Hilaire-de-Brens
Saint-Hilaire-de-Brens – miejscowość i gmina we Francji, w regionie Owernia-Rodan-Alpy, w departamencie Isère.
Według danych na rok 1990 gminę zamieszkiwały 392 osoby, a gęstość zaludnienia wynosiła 52 osób/km² (wśród 2880 gmin regionu Rodan-Alpy Saint-Hilaire-de-Brens plasuje się na 1241. miejscu pod względem liczby ludności, natomiast pod względem powierzchni na miejscu 1317.).